# Vuosaari

Vuosaari na mapie Helsinek

Vuosaari (szw. Nordsjö) – dzielnica Helsinek, stolicy Finlandii, znajdująca się we wschodniej części miasta. Zajmuje powierzchnię 17,07 km², co czyni ją największą z dzielnic miasta. Jest również jedną z najszybciej zaludniających się. Na początku 2014 roku była zamieszkana przez 36 832 osoby.
W Vuosaari znajdują się dwie stacje metra: Rastila oraz Vuosaari. Na terenie dzielnicy znajduje się również operujący od 2008 roku Port Vuosaari.

## Podział administracyjny
Vuosaari jest podzielone na następujące jednostki:
- Keski-Vuosaari
- Nordsjön kartano
- Uutela
- Meri-Rastila
- Kallahti
- Aurinkolahti
- Rastila
- Niinisaari
- Mustavuori

## W kulturze
- W 2012 roku ukazał się film „Samotny port - miłość”[2] (oryginalny fiński tytuł: Vuosaari) w reżyserii Aku Louhimiesa, którego akcja dzieje się głównie w dzielnicy Vuosaari[3].